# Lyriel
Lyriel ist eine Folk-Metal-Band, die im Herbst 2003 in Gummersbach gegründet wurde.

## Geschichte
Die Besetzung blieb von der Vertragsunterzeichnung bis 2008 unverändert. Lyriel waren bereits im Vorprogramm von Elis, Visions of Atlantis, Regicide, Xandria, Schandmaul, Corvus Corax, Saltatio Mortis, Oomph!, Schelmish, Korpiklaani und Manfred Mann’s Earth Band zu sehen.
2005 war die Band mit Elis und Visions of Atlantis auf Tour durch Deutschland, Österreich und Belgien. Im Februar 2006 spielte Lyriel auf der „Romantic Darkness Tour“ mit Regicide und Xandria. Zudem spielte Lyriel auf dem Celtic Rock Open Air am 15. Juli 2005 auf Burg Greifenstein. Von diesem Auftritt wurde ein Video erstellt. 
Im September 2008 verließ der bisherige Schlagzeuger aus persönlichen Gründen die Band und wurde durch Marcus „Fidi“ Fidorra ersetzt. Fidorra unterstützte die Band bereits 2005 während der Tour mit der Band Elis.
2016 unternahm die Band eine Europatournee.

### Alben
Das erste Album Prisonworld kam am 17. Januar 2005 heraus. Besonders auf diesem Album ist unter anderem das Lied Lind e-huil welches in Sindarin, der Sprache der Elben im Werk Der Herr der Ringe von J. R. R. Tolkien gesungen wird. Der Sonic Seducer verglich den Stil des Albums mit Blackmore’s Night.
Am 15. Dezember 2005 wurde die DVD Live auf Burg Greifenstein veröffentlicht, welche Aufnahmen des 3. Celtic Rock Open Air auf Burg Greifenstein bei Herborn enthält.
Das zweite Studioalbum Autumntales kam am 29. September 2006 in die Läden. Es enthält 14 Titel, die den bekannten Stil fortführen, darunter eine Cover-Version von Hijo de la luna. Der Titel My Favourite Dream, aufgenommen zusammen mit Sabine Dünser von Elis, wurde von der Musikpresse als eines der härteren Lieder dieses Albums gelobt.
Das dritte Album Paranoid Circus wurde am 22. November 2009 mit einem Release-Party-Konzert im MTC in Köln der Öffentlichkeit vorgestellt. Dabei konnte eine limitierte Ausgabe mit zwei Bonus-Tracks erworben werden. Der Synchronsprecher Simon Jäger, bekannt vor allem als deutsche Feststimme von Josh Hartnett und Heath Ledger sowie als Interpret von Hörbüchern, spricht dort die Einleitung und als Zwischenpassage in der Mitte des Albums einen Ausschnitt aus der Kurzgeschichte Der Wolf von Hermann Hesse. Während deutsche und österreichische Kritiker sich einig waren, dass das Album von hoher musikalischer Qualität ist, wurden unter anderem mangelnde Dynamik und Originalität moniert.
Auf dem Album Leverage wirkt der Schandmaul-Sänger Thomas Lindner als Gastsänger mit.

## Stil
Das Septett bezeichnet seine Musik als „Dark Romantic Celtic Rock“. Lyriel spielen Balladen im mittelalterlichen Stil, bis hin zu harten Rockstücken mit Klassik- und Folkelementen. Dabei bewegen sie sich gewissermaßen in einem Dreieck zwischen klassischer Folk-Musik, Nightwish und Blackmore’s Night.

## Diskografie
- 2005: Prisonworld
- 2005: Live auf Burg Greifenstein (DVD)
- 2006: Autumntales
- 2009: The First Chapters (Doppel-CD, remasterte Neuausgabe der Alben Prisonworld und Autumntales)
- 2010: Paranoid Circus
- 2012: Leverage
- 2014: Skin and Bones